# Suchdol (okres Kutná Hora)
Suchdol (soms ter onderscheiding van andere plaatsen met dezelfde naam Suchdol u Kutné Hory genoemd) is een Tsjechische vlek (městys) in de regio Midden-Bohemen, en maakt deel uit van het district Kutná Hora. Suchdol telt 1136 inwoners (2023).

## Geschiedenis
- 1257 – De eerste schriftelijke vermelding van Suchdol.
- 2012 – De gemeente Suchdol krijgt (opnieuw) de status vlek.[1]